# Ptenidium pusillum
Ptenidium pusillum  (лат.) — вид мельчайших жуков рода Ptenidium из семейства перокрылки (Ptiliidae). Встречается в Западной Палеарктике (в том числе в Московской области, Россия). Обычно находят оконными ловушками, обитают в гниющем сене и навозе. Вид был впервые описан в 1808 году шведским офицером и энтомологом Леонардом Йюлленхаалом (Leonard Gyllenhaal; 1752—1840).